# Saoyú-ʔehdacho
Saoyú-ʔehdacho (aussi connu sous les noms de Sahoyue-Edacho, Sahoyúé-§ehdacho,  Saoyú and Æehdacho et mont Grizzly Bear et les collines Scented Grass) est un paysage culturel  situé aux Territoires du Nord-Ouest (Canada) comprenant deux péninsules du Grand lac de l'Ours. Le site revêt d'une grande importance spirituelle et culturelle pour les Sahtus. Il est considéré comme terre sacrée et il prend une part importante dans leurs histoires orales. 

## Patrimoine naturel et culturel
Saoyú-ʔehdacho a une superficie de 5 587 km2, soit environ la taille de l'Île-du-Prince-Édouard, et est composé de deux péninsules: Saoyú (Mont Grizzly Bear) et ʔehdacho (Collines Scented Grass). Les péninsules ont toutes deux un massif au sommet plat ayant une altitude variant entre 650 et 725 mètres. Les pourtours des massifs comprennent une série de plages surélevées, formées lors le rebond post-glaciaire, qui comprennent la majorité des vestiges de l'occupation humaine du territoire, qui a débuté il y a 5000 ans.

## Lieu historique national

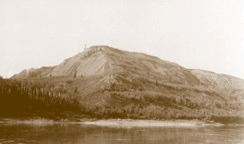
Mont Grizzly Bear durant les années 1920.

Saoyú-ʔehdacho a été désigné lieu historique national du Canada sur la base de ses ressources culturels (comprenant des tombes, des sentiers et des cabanes), ainsi que les histoires orales qui contribuent à connaitre l'origine de la spiritualité, du mode de vie et de l'utilisation du territoire par les Sahtus. En 2001 et 2005, le gouvernement fédéral a retiré les terres de la possibilité de faire de nouveaux claims miniers en vertu de la Loi sur les terres territoriales. En 2007, Parcs Canada signe un accord de cogestion avec la Première nation de Déline dans le but de protéger de manière permanente ainsi que de transférer les terres de Affaires autochtones et du Nord Canada vers Parcs Canada en 2009,. En 2011, un décret en conseil agrandit l'aire protégée et la met sous la protection de la loi sur les parcs nationaux du Canada.

Saoyú-ʔehdacho est le plus grand lieu historique national administré par Parcs Canada au pays. Il est aussi :
- le premier lieu historique national désigné et acquis sur la base de consultation avec les autochtones ;
- le premier lieu historique national du Nord canadien administré conjointement par Parcs Canada et une bande amérindienne ;
- le premier lieu historique national des Territoires du Nord-Ouest qui est administré par Parcs Canada ;
- le premier paysage culturel du Nord canadien reconnu par le gouvernement du Canada[1],[7].

## Nom
En esclave, Saoyú signifie "qui appartient à l'ours" et ʔehdacho signifie "grande pointe".

Quand le site a été désigné comme lieu historique national en 1997, il a porté à l'origine le nom de collines Scented Grass et du mont Grizzly Bear. Il a ensuite été renommé pour Sahoyúé-§ehdacho et une nouvelle fois en juin 2008 pour Saoyú-Æehdacho dans le but de mieux correspondre au nom esclave du lieu. En juin 2010, le comité de cogestion du lieu historique national a finalement adopté le toponyme Saoyú-ʔehdacho. La Commission des lieux et monuments historiques du Canada a adopté le nouveau toponyme et a changer le nom du site en octobre 2010.